# Vieil-Moutier
Vieil-Moutier é uma comuna francesa na região administrativa de Altos da França, no departamento de Pas-de-Calais. Estende-se por uma área de 5,77 km². Em 2010 a comuna tinha 394 habitantes (densidade: 68,3 hab./km²).